# Kantonsspital Baselland
Das Kantonsspital Baselland (KSBL) ist eine Anstalt des öffentlichen Rechts des Kantons Basel-Landschaft und entstand im März 2012 durch Zusammenlegung des Kantonsspitals Liestal, des Kantonsspitals Laufen und des Bruderholzspitals in Binningen.
Die drei Spitäler besitzen zusammen drei Gebärsäle, 14 Operationssäle und 567 Betten (Stand: 2017).

## Kliniken und Institute
Die drei Spitäler bieten folgende Kliniken und Institute an:
- Augenklinik
- Basellandschaftliches Zentrum für Rehabilitation und Altersmedizin
- Frauenklinik Baselland
- Klinik für Chirurgie
- Klinik für Hals-Nasen-Ohrenkrankheiten, Mund-, Kiefer- und Gesichtschirurgie
- Klinik für Orthopädie und Traumatologie des Bewegungsapparates
- Klinik für Schmerztherapie
- Medizinische Universitätsklinik
- Urologische Universitätsklinik
- Institut für Anästhesie und Intensivmedizin
- Institut für Pathologie
- Institut für Radiologie und Nuklearmedizin
- Notfallzentrum
- Universitäres Zentrum für Hausarztmedizin beider Basel

## Geschichte
Im Jahr 2012 wurden die Spitalbetriebe aus der kantonalen Verwaltung ausgegliedert und es entstand durch die Fusion der zuvor integrierten Spitäler Liestal, Bruderholz und Laufen das «Kantonsspital Baselland KSBL» als eigenständige öffentlich-rechtliche Anstalt mit einem Verwaltungsrat.
Seit der Schliessung des nur 3,7 km entfernten Bezirksspitals Breitenbach hat zwar das Kantonsspital Laufen einen Aufschwung erlebt. Jedoch war auch die Zukunft unsicher, da auch das Universitätsspital Basel (USB) (661 Betten) und das Kantonsspital Bruderholz (398 Betten) um Patienten konkurrierten. Daher wurde 2018 ein Staatsvertrag zur Bildung einer gemeinsamen Spitalgruppe zwischen dem USB und dem KSBL unterschrieben.
Die Spitalgruppe schlug vor, das USB und KSBL zu fusionieren und ein kantonsübergreifendes Universitätsspital Nordwestschweiz zu gründen. Obwohl die Parlamente der Kantone Basel-Landschaft und Basel-Stadt sich dafür aussprachen, lehnte die Stimmbevölkerung das Vorhaben am 10. Februar 2019 an der Urne ab. In Basel-Stadt sagten 56 % Nein (bei einer Stimmbeteiligung von 49 %) und in Basel-Landschaft 67 % Ja (bei einer Stimmbeteiligung von 38 %). Da eine Zustimmung der Stimmbevölkerung beider Kantone nötig gewesen wäre, scheiterte die Fusion.

### Kantonsspital Liestal
Bereits im 13. Jahrhundert soll es ein «Oberes Spital» innerhalb der Stadtmauern Liestals – als Herberge für Reisende, Pilger und Bettler, ab dem 15. Jahrhundert insbesondere als Pfrundanstalt für die eigene Bevölkerung – gegeben haben. Im 14. Jahrhundert wurde unterhalb der Stadtmauern das «Untere Spital» als Aussätzigenspital errichtet. Im Jahr 1602 wurde das «Obere Spital» und 1769 das «Untere Spital» neu gebaut. Zwar wurde das «Obere Spital» 1816 noch verlegt, trotzdem wurden die beiden – das «Obere» und «Untere» – 1834 als «Landarmenspital» am Standort des «Unteren Spitals» zusammengelegt.
Im Jahr 1840 berichteten der Spitalarzt Jakob Jenny und der Liestaler Bezirksarzt Johann Jakob Gutzwiller an die Baselbieter Sanitätskommission über den grotesken Zustand des Spitels und forderten einen Neubau. Zwei Jahre später folgte der dringliche Antrag der Kommission an den Regierungsrat für eine Erweiterung des Spitals. Erst im Jahr 1851 folgte die Zustimmung des Landrates zu einem Neubau des Spitals (sogenanntes Pfrundhaus), welches 1854 eröffnet wurde und für 360 Personen ausgelegt war.
Aufgrund der rasant entwickelten Bevölkerungszahl wurde auch der Platz im neuen Gebäude zu knapp. Trotzdem lehnte die Verwaltungskommission des Kirchen-, Schul- und Landarmengutes 1871 aus finanziellen Überlegungen die Vorschläge des Sanitätsrates ab. So ergriff der ehrenamtliche Armeninspektor Birmann die Initiative: Die privat in Auftrag gegebenen Pläne konnten an einer Sitzung des Regierungsrates, des Sanitätsrates und der Verwaltungskommission im September 1871 überzeugen. Am 22. Juli 1877 konnte mit 78 Kranken- und Personalbetten das erste Baselbieter Spital nach heutigem Verständnis eingeweiht werden.
Obwohl laufend Umbauten – unter anderem 1894 die Eröffnung eines Absonderungshauses für Infektionskrankheiten und 1906 der Anbau von zwei Operationssälen – stattfanden und die Kapazität daher schrittweise auf 139 Betten erhöht werden konnte, fehlte zunehmend der Platz. Die Lage verschärfte sich deutlich, als der Kanton Basel-Stadt im Jahr 1947 die Spitaltaxen für Auswärtige – dies waren insbesondere Baselbieter – anhob und so weniger Baselbieter, vor allem auch aus dem Bezirk Arlesheim, in die Stadt Basel, sondern nach Liestal gingen.
Die «Fachkommission zur Begutachtung der Spitalbaufrage» empfahl 1951 daher ein Bauprogramm mit zwei Spitälern in Liestal und auf dem Bruderholz mit je 230 Betten. Der Landrat stimmte diesem Vorhaben zu und verlangte vom Regierungsrat Verhandlungen mit seinem Pendant in Basel-Stadt. Daraufhin wurde 1952 die «Paritätische Fachkommission für Spitalfragen» durch die beiden Kantonsregierungen gegründet. Trotz dem angedachten Bauprogramm wurde 1954 eine Durisol-Baracke als Provisorium mit 53 Betten – statt wie überlegt das Sanatoriums Erzenberg in Langenbruck in Betrieb genommen. Im Jahr 1957 wurde das «Gesetz betreffend das Spitalwesen» angenommen und es wurde ein Kredit vn 28,5 Millionen Schweizer Franken gesprochen, welcher einem Neubau mit 315 Betten, einem Schwesternhaus für 130 Schwestern, einem Personalhaus mit 72 Betten für das Verwaltungspersonal, einer Zentralwäscherei und einem Fernheizwerk zugesprochen wurde. Nach dem erfolgten Baustart 1958 konnte das Gebäude 1962 eröffnet werden.
Das 40-jährige Gebäude musste von 1998 bis 2002 renoviert werden, zudem wurden 1998 ein neues Bettenhaus 2 und ein chirurgisches Ambulatorium eingeweiht.

### Kantonsspital Laufen

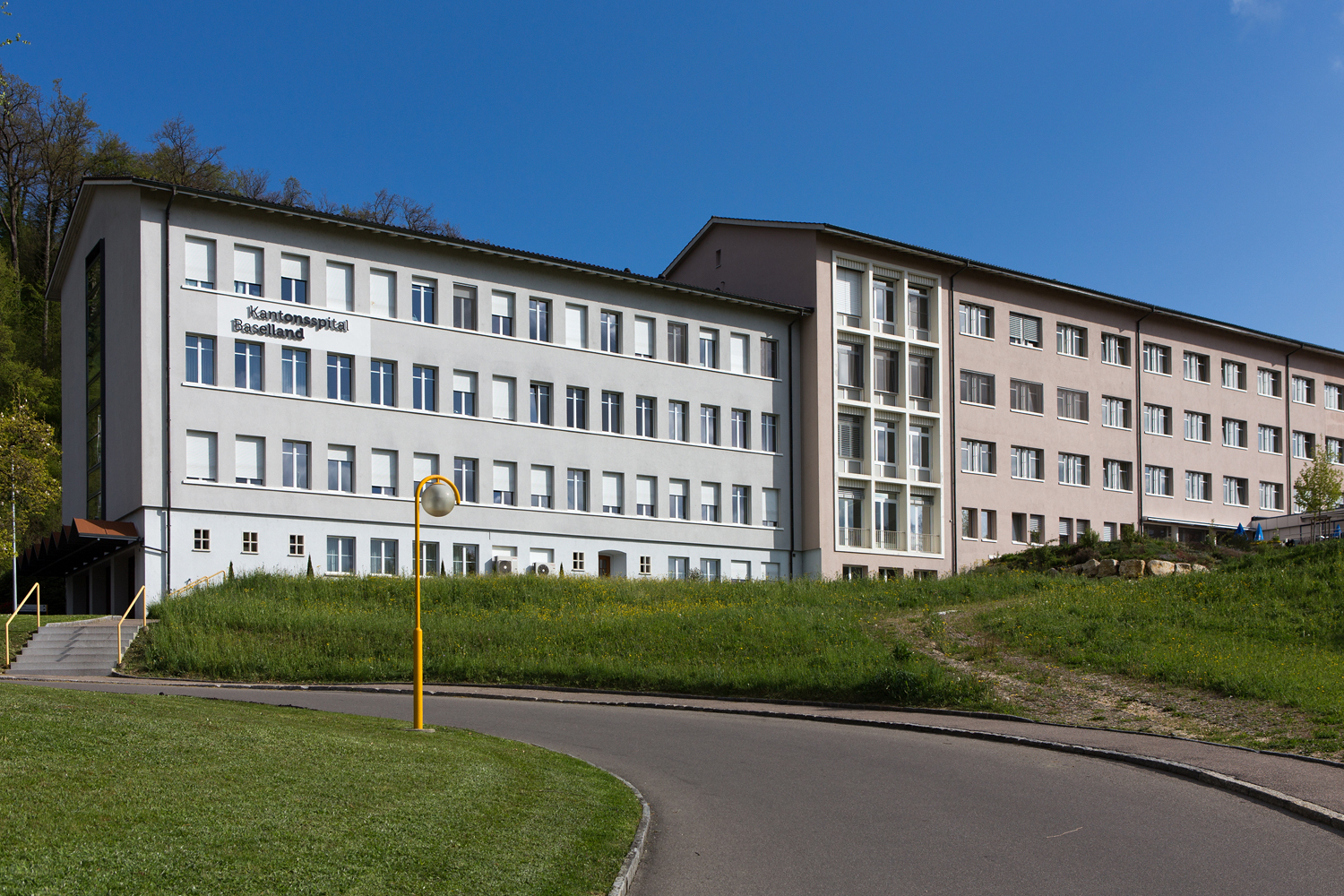
Das Kantonsspital Laufen (2014)

In Laufen soll bereits 1706 ein «Spitalhäuslin» und 1754 ein «Spithälin» erbaut worden sein; die Gebäude waren jedoch eher – wie in Liestal – eine Stätte für chronisch Kranke, Lepröse, Irre und Pfründer gewesen.
Der in Laufen geborene Joseph Conrad Gabriel Feninger (1785–1869) studierte in Strassburg und Paris Medizin und wurde später zu einem Sanitätsoffizier in der napoleonischen Armee. Nach seiner politischen Karriere – er war Berner Grossrat und Regierungsstatthalter – stiftete er einen Grossteil seines Vermögens und sein Wohnhaus dem Amtsbezirk Laufen und bestimmte, dass es dem Betrieb eines Krankenhauses dienen solle. Er verfügte, dass Männer wie auch Frauen in diesem Haus behandelt werden sollen, und dass Bedürftige in der medizinischen Versorgung Vorrang haben sollen.
Am 2. Mai 1872 nahm das in der Altstadt gelegene Feningerspital mit fünf Betten den Betrieb auf. Zunächst wurde die Krankenpflege gemeinsam durch protestantische Diakonissenschwestern aus Bern und katholische Spitalschwestern aus Menzingen geleistet. Sie wurden 1894 durch Ingenbohler Schwestern abgelöst, welche auch am neuen Standort bis 1977 Dienst leisteten. Im Jahr 1907 wurden – aus Platzgründen – erste Pläne zum Neubau entwickelt, aber der Bezirk, dem die Verwaltung des Krankenhauses oblag, konnte sich nur zu Umbauten durchringen. Während des Ersten Weltkrieges erhielt das Feningerspital einen ersten Operationssaal. Der Verwaltungsrat beschloss am 30. Juni 1931 einen Neubau an einem «staubfreien, ruhigen, sonnigen Ort» ausserhalb der Altstadt Laufens. Die Stadtburgergemeinde stellte das Land zur Verfügung und die Gerster-Roth-Stiftung, die der Keramischen Industrie Laufen angehört, legten im Jahr 1942 die finanzielle Grundlage für einen Neubau: Dreizehn Jahre später – am 18. Oktober 1953 – wurde auf dem Maiersacker das neue Feningerspital eröffnet, mit Platz für 130 Patienten und 20 Neugeborene.
In den 1980er und 1990er Jahren erfolgten Erweiterungsbauten. Nördlich des Krankenhauses wurde ein unterirdisches Spital mit insgesamt 248 Betten und mehreren Operationssälen erstellt. Auf der Südseite entstand ein Zentrum für Geriatrie. Hingegen wurde das Schwesternhaus nahe der Primarschule abgerissen. Das unterirdische Krankenhaus dient heute als Vereins- und Übungslokal für den Samariterverein. Seit der Gründung des Kantons Jura im Jahre 1978 war das bernische Laufental vom übrigen Kantonsgebiet abgetrennt. Nach dem Kantonswechsel zu Baselland am 1. Januar 1994 wurde das Krankenhaus mehrmals redimensioniert, jedoch im Status aufgewertet. Es wurde zum Kantonsspital und war so im Prinzip dem damaligen Kantonsspital Liestal sowie dem Bruderholz gleichgestellt. Aufgrund der zu tiefen Fallzahlen wurde 2014 die Gynäkologie- und Geburtshilfeabteilung in Laufen geschlossen.
Das Leistungsangebot im Spital Laufen wurde seither weiter reduziert. Ab 2020 gab es an diesem Standort nur noch ein ambulantes Behandlungszentrum, und im März 2024[veraltet] wird das Gesundheitszentrum ins Einkaufszentrum Birs Center beim Bahnhof verlegt und damit der Betrieb im bisherigen Spitalgebäude in Laufen ganz eingestellt. Im Jahr 2025 hätte das Gebäude abgerissen werden sollen, damit auf der Fläche Wohnraum entstehen kann. Nach Verhandlungen zwischen der Stadt Laufen und dem Kanton Basel-Landschaft hätte das Grundstück der Stadt Laufen geschenkt werden sollen. Ein Komitee, welches sich unter anderem dem Erhalt des Spitals widmete, erreichte jedoch genügend Unterschriften gegen den Vertrag, forcierte eine Abstimmung, und gewann diese im Dezember 2023. Der Kanton hat bislang noch keine Pläne für eine weitere Nutzung des Gebäudes.

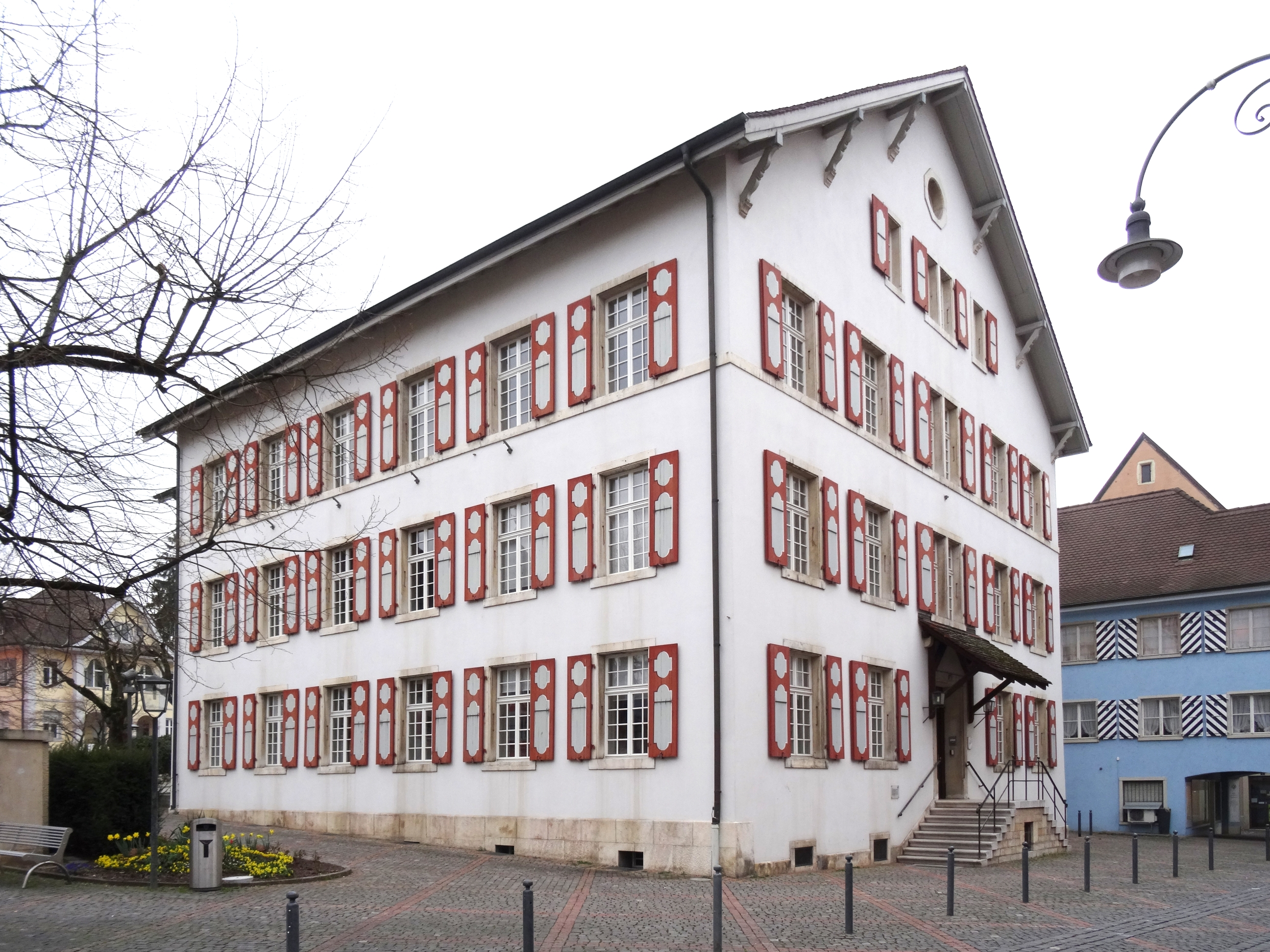
Das damalige Feningerspital – heute die Stadtverwaltung von Laufen
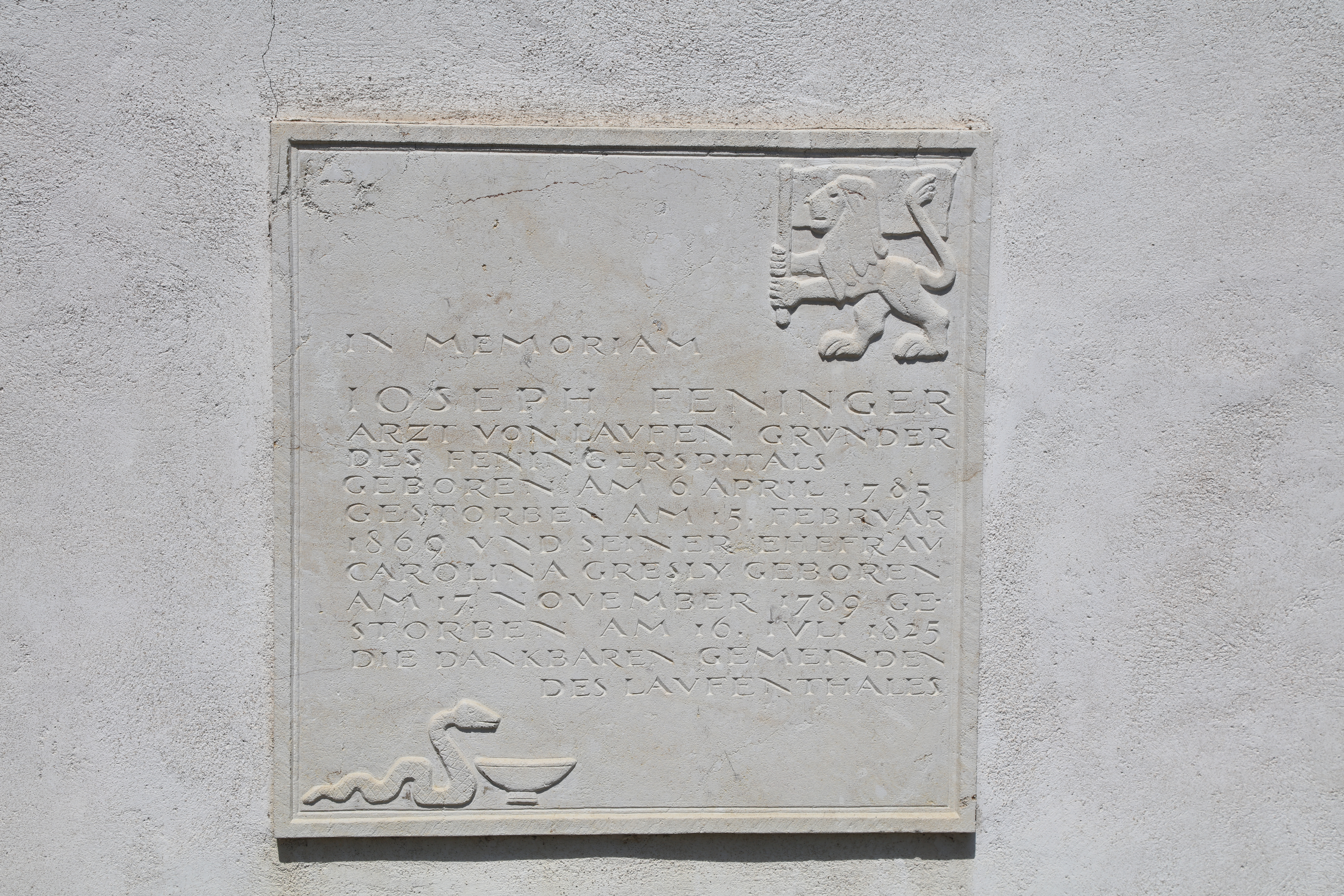
Gedenktafel für Joseph Feninger an der Kapelle St. Martin

### Bruderholzspital

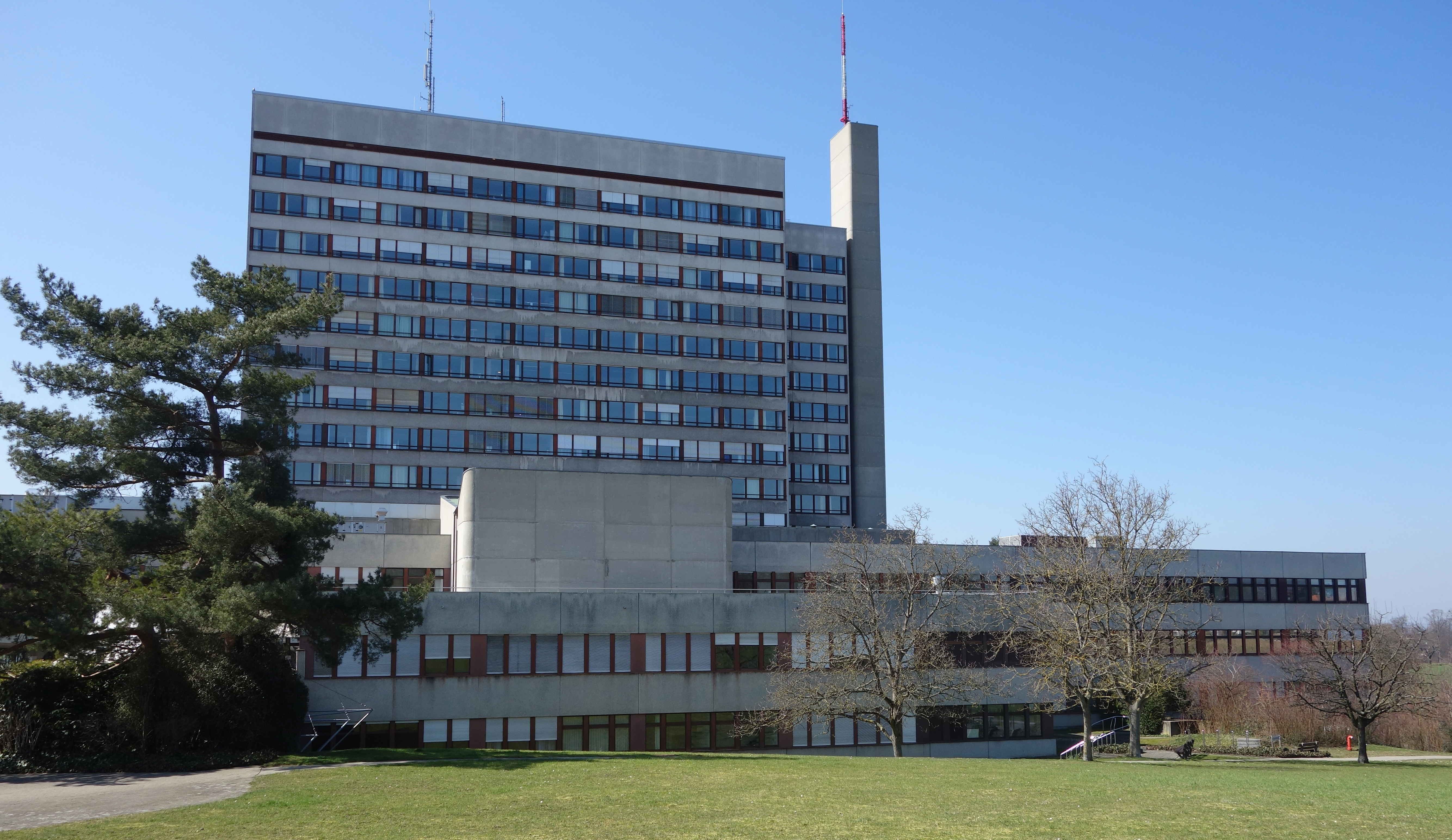
Das Bruderholzspital (2018)

Aufgrund der steigenden Bevölkerungszahlen im Kanton Basel-Landschaft und von Wartelisten in den Spitälern Laufen und Liestal stellte die paritätische Fachkommission für Spitalfragen BS/BL im Jahr 1962 den Antrag, dass die Planung eines Bezirksspitals im unteren Kantonsteil (Birseck) in Angriff zu nehmen. Der Landrat verabschiedete 1965 auf Antrag des Regierungsrates ein Vorprojekt für ein Spital in der Region Bruderholz mit rund 520 Betten. Im Jahr 1968 folgte die Empfehlung der Fachkommission, es solle die erste Bauetppe baldmöglichst begonnen werden; 1 Jahr später – am 9. Januar 1969 – verabschiedete der Landrat mit 64 zu 0 Stimmen einen Baukredit für 112,5 Millionen Schweizer Franken. Am 15. Oktober 1973 konnte das lieblich genannte «Bruderholz», welches schlussendlich rund 160 Millionen Schweizer Franken kostet, eröffnet und bis 1975 vollständig in Betrieb genommen werden.
Im Jahr 1996 ernannte die Universität Basel den damaligen Chefarzt am Bruderholzspital Hans Kummer zum ordentlichen Professor für Innere Medizin, was dazu führte, dass das Bruderholzspital zur ersten Universitätsklinik ausserhalb des Kantons Basel-Stadt wurde. Im Jahr 2016 wurde die Frauenklinik geschlossen; das Bethesda-Spital in Basel übernahm einen Grossteil des Personals und das Universitätsspital Basel erhöhte zudem seine Kapazitäten. Mit 67,2 % der Stimmen wurde 2017 die Bruderholz-Initiative, die den Erhalt einer «erweiterten Grundversorgung» am Standort Bruderholz im Spitalgesetz des Kantons Basel-Landschaft festgeschrieben hätte, abgelehnt.